# Himno del Estado de Chihuahua
El Himno del Estado de Chihuahua es el himno oficial del Estado de Chihuahua, en México. Fue creado por Juan Arturo Ortega Chávez, resultando el himno ganador en el "Concurso Estatal de Creación del Himno del Estado de Chihuahua", organizado por el Gobernador del Estado, José Reyes Baeza Terrazas. 
La Orquesta Filarmónica del Estado, el coro de la Escuela de Bellas Artes de la Universidad Autónoma de Chihuahua (UACH) y el tenor José Luis Ordóñez entonaron por vez primera el himno en el patio del Palacio de Gobierno el 20 de noviembre de 2005, día en que se anunció el ganador del concurso.

## Características

### Letra
La letra oficial del himno se compone de cuatro estrofas y un estribillo y dichas estrofas y estribillos son:

#### Estribillo
| A la voz de tu nombre, Chihuahua, Entonemos un himno triunfal; Por el mundo tus hijos proclaman Orgullosos su honor y lealtad. |

#### Estrofas
territorio de noble nación:
majestuoso en tu cielo soleado
luce nuestro Pendón Tricolor.
Tarahumara, palabra sagrada
dulce canto de mi tradición,
chihuahuense yo soy y ya nada
me arrebata ese altísimo honor.
Chihuahuenses, amemos la tierra
Que también nuestros padres amaron;
Heredamos su sangre guerrera
Y también sus ideales sagrados.

### Interpretación
La forma de interpretar el himno es como sigue:

Estribillo, Estrofa I, Estribillo, Estrofa II, Estribillo, Estrofa III, Estribillo, Estrofa IV, Estribillo.